# طفاشة حمراء الرأس
طفاشة حمراء الرأس أو سلحفاة النهر حمراء الرأس (الاسم العلمي:Podocnemis erythrocephala) (بالإنجليزية: red-headed Amazon River turtle)‏ هي نوع من السلاحف تتبع جنس الطفاشة من فصيلة الطفاشيات.